# Felipe Neto
Felipe Neto Rodrigues Vieira (Rio de Janeiro, 21 de gener de 1988) és un vlogger, empresari, actor, escriptor i filàntrop luso-brasiler. És un conegut YouTuber del Brasil.
És fill d'un psicòleg brasiler i una mare portuguesa. Té doble ciutadania portuguesa i brasilera. Va obrir el seu perfil de YouTube l'any 2010 i dos anys després va assolir la xifra d'1 milió de seguidors –el primer en llengua portuguesa en arribar-hi–, mentre que la marca de 10 milions va batre-la el 2017. L'any 2019 el seu canal va ser el segon més seguit del món.
L'exitòs canal Não faz sentido ("No té cap sentit") va derivar en un llibre i en una peça de teatre, protagonitzada pel propi Neto. Amb el seu germà Luccas Neto (també youtuber), ha fundat diverses empreses que ofereixen diferents serveis als creadors de continguts digitals; a més d'una cadena de menjar ràpid.
Felipe Neto ha destinat part dels seus ingressos a diverses campanyes culturals benèfiques i de suport al jovent brasiler. En 2020, va ser inclòs en la llista de les 100 persones més influents del món per la revista Time.